# Streptococcus mitis
Streptococcus mitis is een gram-positieve, facultatief anaerobe bacterie.
Streptococcus mitis komt voor in de neus en keel. Deze bacterie zorgt ervoor dat de bacteriën die cariës veroorzaken in hun groei vertraagd worden en zich minder goed aan het tandglazuur kunnen hechten.
Lang is beweerd dat in 1967 Streptococcus mitis per ongeluk met de Surveyor 3 naar de Maan gebracht werd. Astronauten van de Apollo 12 brachten 31 maanden later delen van Surveyor 3 terug naar de Aarde. Bij onderzoek van de meegenomen camera trof NASA levende Streptococcus mitis aan. Hun conclusie dat die bacteriën al die tijd overleefd had op de Maan is daarna een veel geciteerd voorbeeld geworden van de overlevingskracht van bacteriën en daarmee een argument voor panspermie. In 2011 is duidelijk geworden dat de gevonden bacteriën door de onderzoekers zelf door gebrekkige cleanroometiquette geïntroduceerd zijn en dus nooit op de maan geweest.